# Cesare Gelli
Pour les articles homonymes, voir Gelli.
Cesare Gelli, né à Rome le 28 novembre 1932 et mort dans la même ville le 27 août 2016
,, est un acteur et doubleur italien.

## Biographie
Cesare Gelli commence sa carrière d'acteur au théâtre et récite des œuvres à la radio et à la télévision italienne. En 1962, il débute au cinéma sous la direction de Luciano Salce, qui lui confie un petit rôle dans le film Cuccagna del 1962. En 1978, Garinei et Giovannini, l'engagent au théâtre pour la comédie musicale  Rugantino dans laquelle il joue le rôle du prince Don Nicolò Paritelli. Il interprète ce rôle ne nouveau  en 1998, 2001 et 2004.

## Filmographie

### Comme acteur
- 1962 : La Veine (La cuccagna) de Luciano Salce
- 1965 :  Thrilling, d'Ettore Scola
- 1966 :  
  - Des oiseaux, petits et gros (Uccellacci e uccellini), de Pier Paolo Pasolini
  - È mezzanotte, butta giù il cadavere, de Guido Zurli
  - Mademoiselle de Maupin (Madamigella di Maupin), de Mauro Bolognini
  - Je ne fais pas la guerre, je fais l'amour (Non faccio la guerra, faccio l'amore) de Franco Rossi
- 1967 :  
  - Il fischio al naso, d'Ugo Tognazzi
  - Riderà (Cuore matto), de Bruno Corbucci
- 1968 : 
  - Il medico della mutua, de Luigi Zampa
  - La nuit est faite pour... voler (La notte è fatta per... rubare) de Giorgio Capitani
  - Donne, botte e bersaglieri
- 1970 :  Contestation générale (Contestazione generale)
- 1972 :  La calandria, de Pasquale Festa Campanile
- 1976 :  Todo modo, d'Elio Petri
- 1979 :  
  - Une langouste au petit-déjeuner (Aragosta a colazione), de Giorgio Capitani
  - Sette uomini d'oro nello spazio, d'Alfonso Brescia 
  - Terreur express (La ragazza del vagone letto), de Ferdinando Baldi
- 1980 :  Arrivano i gatti, de Carlo Vanzina
- 1993 :  
  - Mille bolle blu, de Leone Pompucci
  - L'amante bilingue, de Vicente Aranda
- 1994 :  S.P.Q.R. 2000 e 1/2 anni fa, de Carlo Vanzina.
- 2002 :  Febbre da cavallo - La mandrakata, de Carlo Vanzina

### Doublage
- Paul L. Smith dans I due criminali più pazzi del mondo
- Chief John Big Tree dans La più grande avventura (remake des années 1970)
- William Jim dans Miami Supercops - I poliziotti dell'8ª strada
- Lou Marsh dans Superfantagenio
- Brian Blessed dans Henry V
- Personnages secondaires dans A-Team

## Télévision
- Il tuttofare, (1967)
- Don Giovannino, (1967)
- Totò Ciak, (1967)
- Nero Wolfe : « il pesce più grosso », série télévisée, (1969)
- Le colonne della società, drame d'Henrik Ibsen, réalisation de Mario Missiroli, diffusé le 18 février 1972
- Il consigliere imperiale, (1974)
- Orlando furioso, (1975)
- Candida, de Sandro Sequi, diffusé le 5 avril 1980
- Fuori i Borboni, d'Alessandro Giupponi, diffusé le 18 avril 1980
- La Mandragola, de Niccolò Machiavelli, réalisation Mario Missiroli, diffusé le 4 janvier 1985
- Se devi dire una bugia dilla grossa, de Pietro Garinei, diffusé le 25 décembre 2002

## Théâtre
- O Cesare o nessuno, de Vittorio Gassman, première au théâtre la Pergola de Florence le 4 décembre 1974,
- Rugantino, (1978 - 2004)[4]
- Aspettando Godot, de Samuel Beckett, réalisation d'Antonio Calenda, (1987)
- La fastidiosa, de Franco Brusati, réalisation de Mario Missiroli, première au  Teatro Nazionale di Milano le 7 avril 1994